# Robert Donat
Robert Donat (Withington, Inglaterra, 18 de marzo de 1905 - Londres, Inglaterra, 9 de junio de 1958) fue un actor inglés de cine y teatro.

## Biografía
Donat nació en Withington (Inglaterra), de ascendencia inglesa, polaca y alemana. Realizó su primera actuación en teatro en 1921 y debutó en cine en la película de 1932 Men of Tomorrow. Su primera actuación cinematográfica exitosa fue en La vida privada de Enrique VIII, en donde interpretó a Thomas Culpeper.
Entre sus películas más exitosas están The Ghost Goes West, The 39 steps, La ciudadela, por la que recibió su primera nominación al Óscar, y Goodbye, Mr. Chips, por la cual ganó el Óscar al mejor actor en 1939.
Donat también estuvo activo en teatro, conocido por sus actuaciones en The Devil's Disciple (1938), Heartbreak House (1942), Mucho ruido y pocas nueces (1946) y Murder in the Cathedral (1952).
Donat sufría de asma crónico, por lo que su filmografía se limita a 20 películas. Su último papel fue como el mandarín Yang Cheng en El albergue de la sexta felicidad. Donat murió a los 53 años, el 9 de junio de 1958, en Londres.
Donat estuvo casado en dos ocasiones; la primera con Ella Annesley Voysey (1929-1946), con quien tuvo tres hijos, y la segunda con la actriz británica Renée Asherson (1953-1958).

## Filmografía
- El albergue de la sexta felicidad (1958)
- Lease of Life (1954)
- The Magic Box (1951)
- The Cure for Love (1950)
- The Winslow Boy (1948)
- Captain Boycott (1947)
- Perfect Strangers (1945)
- The New Lot (1943)
- The Adventures of Tartu (1943)
- The Young Mr Pitt (1942)
- Adiós, Mr. Chips (1939)
- La ciudadela (1938)
- Knight Without Armour (1937)
- The Ghost Goes West (1935)
- The 39 steps (1935)
- El conde de Montecristo (1934)
- La vida privada de Enrique VIII (1933)
- Cash (1933)
- That Night in London (1932)
- Men of Tomorrow (1932)

## Premios y distinciones
Premios Óscar
| Año  | Categoría   | Película           | Resultado |
| ---- | ----------- | ------------------ | --------- |
| 1939 | Mejor actor | La ciudadela       | Nominado  |
| 1940 | Mejor actor | Goodbye, Mr. Chips | Ganador   |